# Ishiyaki

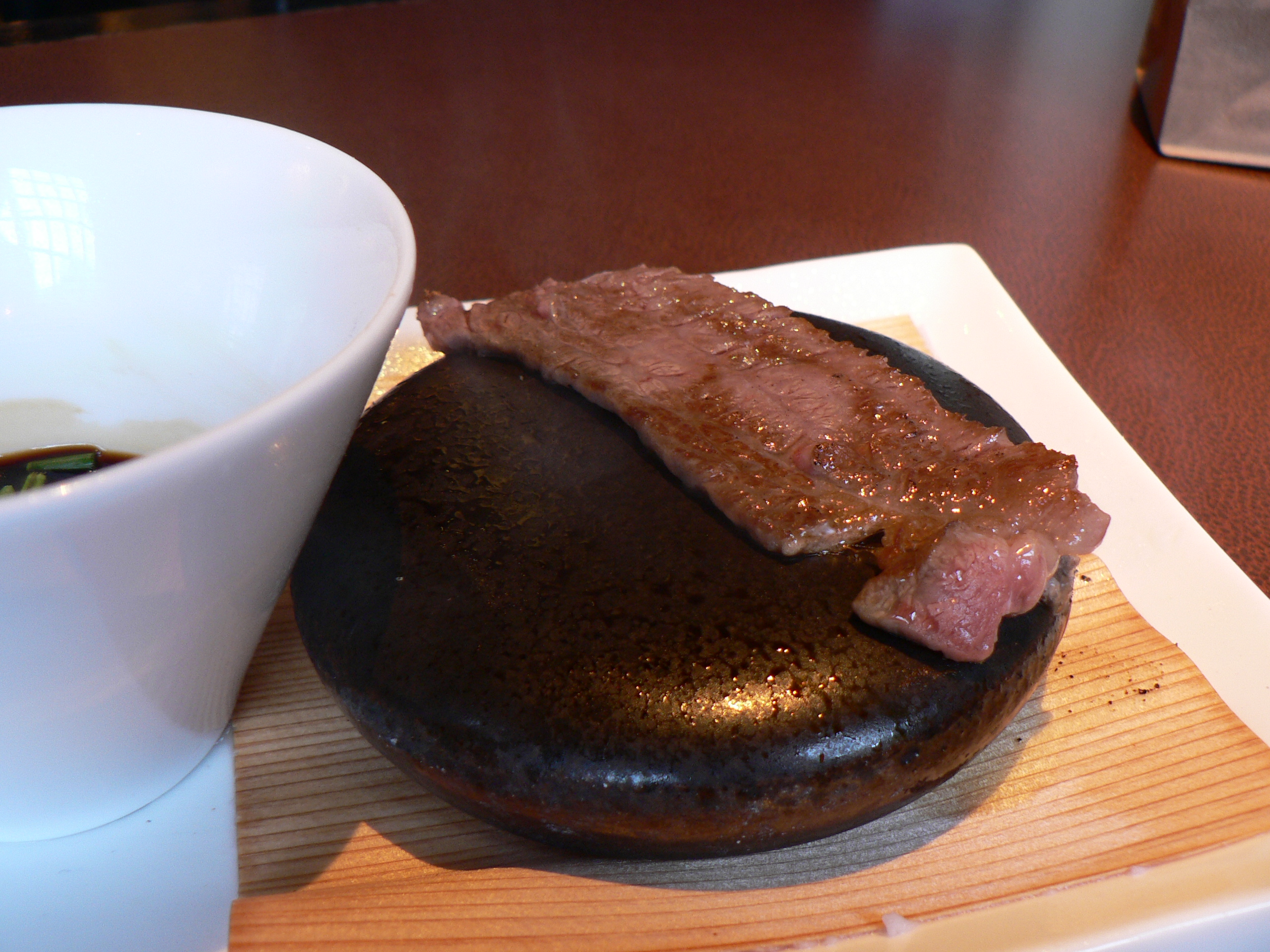

Ishiyaki (jap. 石焼き) bedeutet übersetzt „Steingrillgericht“ und ist eine beliebte japanische Speise, die gerne in Gesellschaft gegessen wird. Hierbei werden verschiedene rohe Speisen wie zum Beispiel Fleisch, Fisch oder Gemüse auf einen vorgeheizten Stein gelegt und gegrillt. Der Stein speichert je nach Material die Hitze bis zu 45 Minuten; die mögliche Grillzeit kann durch eine unter dem Stein befindliche Hitzequelle (z. B. einen Gasbrenner) verlängert werden.